# Mazuri-tóhátság
A Mazuri-tóhátság (más néven Mazuri-tóvidék, Mazuri-tavak, lengyelül Pojezierze Mazurskie) tóvidék Lengyelország északkeleti részén, Mazúriában. Közigazgatásilag Varmia-mazúriai vajdasághoz tartozik. Népszerű idegenforgalmi célpont: vitorlázók, kenusok, horgászok, túrázók, kerékpárosok látogatják.

## Földrajz

A Varmia-mazúriai vajdaság domborzati térképe

A Mazuri-tóhátság a Kelet-európai-síkvidék része. Lengyelország legnagyobb tórendszere; a Visztula alsó folyásától mintegy 290 km hosszan húzódik kelet felé a lengyel-orosz határig mintegy 52 000 km²-en.
Itt található Lengyelország két legnagyobb tava, a Śniardwy (113,8 km²) és a Mamry-tó (104 km²). A tavakat folyók és csatornák kötik össze, víziutak kiterjedt hálózatát alkotva. A tórendszert a Mazuri-csatorna kötötte volna össze a Balti-tengerrel, azonban végül nem készült el.
A tájat az utolsó, pleisztocén kori eljegesedés alakította ki. A tavak létüket a jég szelektív felszínpusztításának köszönhetik, a jég ugyanis a puhább kőzeteket jobban kimélyítette. 
A tóvidéket átlagosan 200 m magasságú hullámos dombok jellemzik. Legmagasabb pontja a Dylewska Góra (312 m). A felszínt kiterjedt erdők (jellemzően fenyvesek, tölgyesek és nyíresek) borítják. 
A nagyobb testű állatok közül előfordul a hiúz, a farkas, a hód, a szarvas, a vaddisznó, illetve számos madárfaj, köztük a hattyú, a kormorán vagy a szürke gém.
Nagy kiterjedésű védett területei közül legjelentősebb a Mazuri Tájvédelmi Körzet, amely tizenegy kisebb védett területet foglal magába, köztük a Łuknajno-tavat, mely UNESCO bioszféra-rezervátum, valamint a Białowieża-erdőt, ahol az európai bölények szaporításáról gondoskodnak.

## Történelem
A területet a 13. században a Német Lovagrend hódította meg. 1410-ben a grünwaldi csatában a lengyel–litván seregek legyőzték a lovagokat, akik további vereségek után az 1466-os Második thorni békében a terület egy részét átadták a Lengyel Királyságnak, és a lengyel király hűbéresei lettek. A lovagrend megmaradt területén 1525-ben létrejött a Porosz Hercegség, továbbra is lengyel hűbéresként.
1618-ban kihalt a Hohenzollern-ház porosz ága, így a Porosz Hercegség Brandenburg fennhatósága alá került. 1701-ben ebből alakult ki a Porosz Királyság. 1773-tól Lengyelország első felosztása nyomán a terület lengyel uralom alatt álló része is a Porosz Királysághoz, majd a Német Birodalomhoz került Kelet-Poroszország részeként.

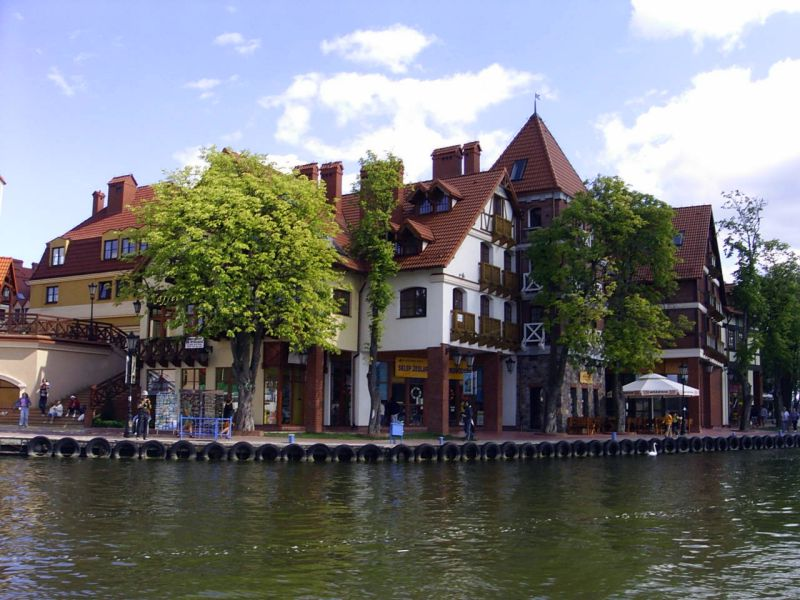
Mikołajki a tó felől nézve

Az első világháborúban több csatát vívtak a térségben. 1914. augusztus 25–31. között a tannenbergi csatában a német csapatok döntő vereséget mértek az oroszokra. Két héttel később, szeptember 9–14. között az első mazuri tavaki csatában a németek Hindenburg vezetésével ismét legyőzték az oroszokat; az 1915. február 7–22-i második mazuri-tavaki csata ugyancsak német győzelemmel végződött. Ezeknek a győzelmeknek köszönhetően Kelet-Poroszország német kézen maradt; déli részét (a Mazuri-tóhátságot) 1945-ben csatolták újra Lengyelországhoz.
A Farkasodú nevű erődített bunker volt a helyszíne az Adolf Hitler elleni merényletkísérletnek 1944 nyarán.

## Közlekedés
A Mazuri-tóvidék vonattal, autóbusszal vagy autóval közelíthető meg; a térség legfontosabb közlekedési csomópontja Ełk. A legközelebbi repülőterek Varsóban, Gdańskban és Vilniusban találhatók.

## Kultúra
A vidék nagy ismerője volt Fritz Skowronnek író.

## Turizmus

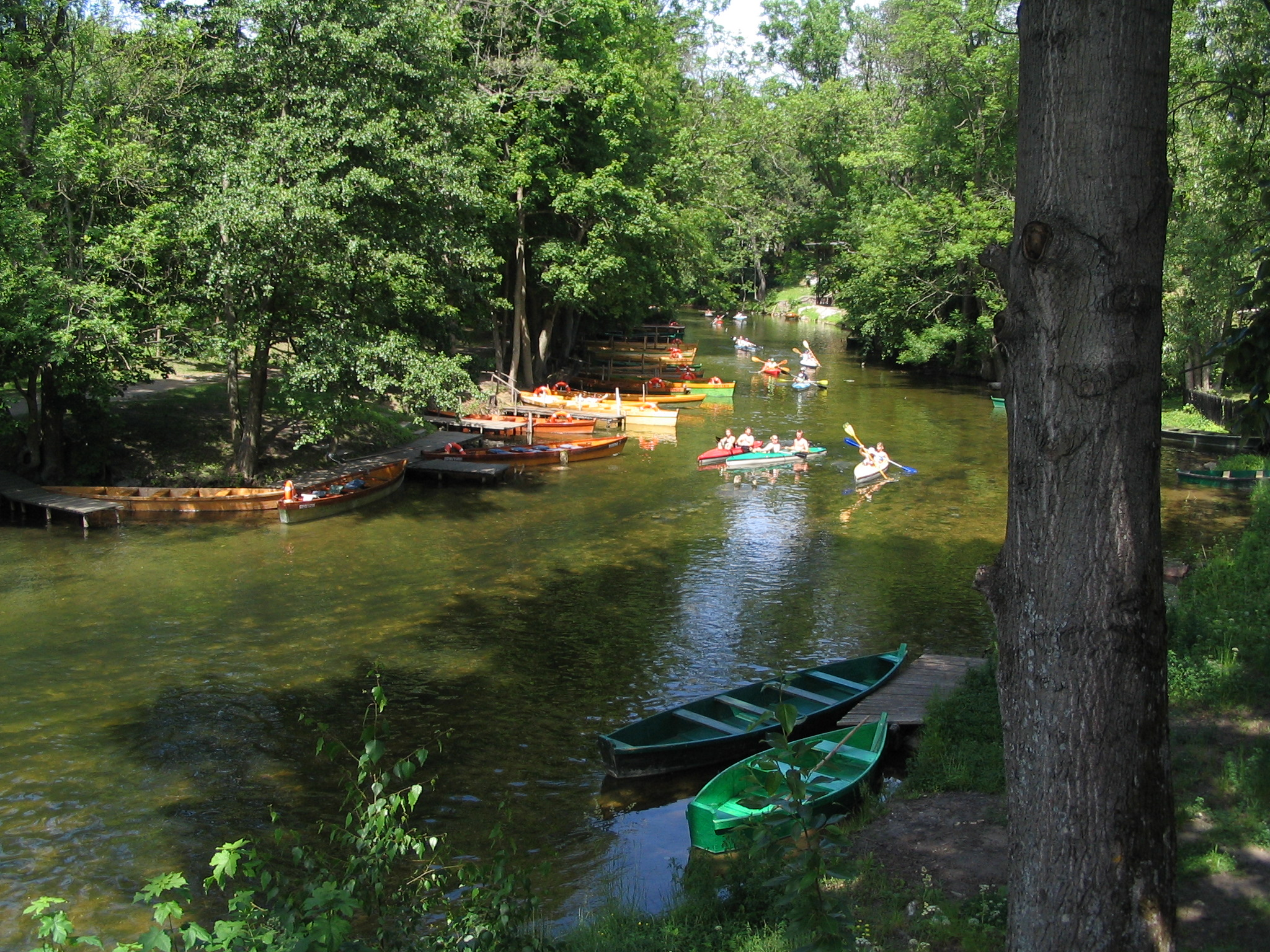
Kajakozás a Krutynia folyón

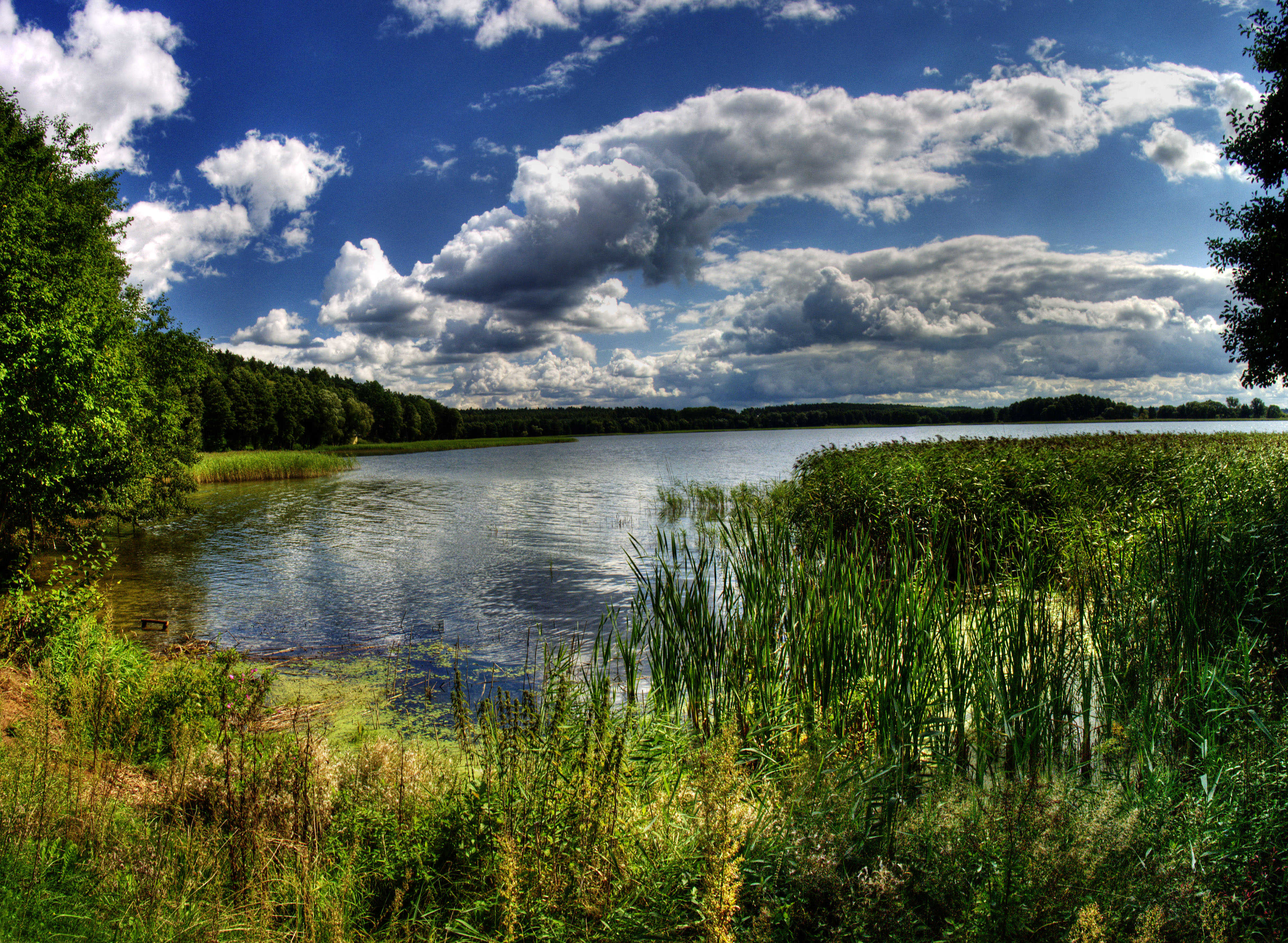
Gołdapiwo-tó

Mazúria tavairól és erdőségeiről ismert, ennek megfelelően számos sportolási, túrázási lehetőséget nyújt a vitorlázástól a kajakozáson át az úszásig. Folyói kedvelt horgászvizek, erdeit túra- és kerékpárútvonalak hálózzák be. A Mazuri-tóhátságot érinti az Európai hosszútávú vándorutak egyike: itt ér véget a Hágából induló E11 Hosszútávú Vándorút. 2011-ben a legfontosabb vízisport-helyszíneken viharjelző rendszert építettek ki. Egyre népszerűbbek a téli sportok is, például a jégvitorlázás, a korcsolyázás és a sífutás.
A történelmi látnivalók közé tartoznak a Német Lovagrend várai Rynben és Kętrzynben, valamint Hitler erődített második világháborús bunkerének, a Farkasodúnak (Wolfsschanze) a romjai Gierłożban. A rendezvények, fesztiválok sorában említésre érdemes a Grünwaldi csata emlékére szervezett hadijáték, melyet minden év július 15-én rendeznek meg.
A legjelentősebb üdülőhelyek Giżycko, Mikołajki, Węgorzewo, Ryn és Pisz. Giżycko a Niegocin-tó északi partján fekszik; ősi erődjéről, templomáról, hídjairól nevezetes. Hajójáratok kötik össze Węgorzewo, Mikołajki és Ruciane-Nida településekkel.

## Fordítás
- Ez a szócikk részben vagy egészben a Masurian Lake District című angol Wikipédia-szócikk ezen változatának fordításán alapul.  Az eredeti cikk szerkesztőit annak laptörténete sorolja fel. Ez a jelzés csupán a megfogalmazás eredetét és a szerzői jogokat jelzi, nem szolgál a cikkben szereplő információk forrásmegjelöléseként.
- Ez a szócikk részben vagy egészben a Masurische Seenplatte című német Wikipédia-szócikk ezen változatának fordításán alapul.  Az eredeti cikk szerkesztőit annak laptörténete sorolja fel. Ez a jelzés csupán a megfogalmazás eredetét és a szerzői jogokat jelzi, nem szolgál a cikkben szereplő információk forrásmegjelöléseként.